# Batalla de Calmazzo
La batalla de Calmazzo fue el punto culminante de la rebelión del Ducado de Urbino contra César Borgia, el sanguinario condotiero hijo del papa Alejandro VI, famoso por haber inspirado a Nicolás Maquiavelo la figura de El Príncipe.
Después de haber derrocado a Guidobaldo de Montefeltro, César tomó para sí el título de Duque de Urbino, pero la represión y el saqueo de sus soldados provocó un descontento general y la población comenzó a amotinarse. César ignoraba que al mismo tiempo sus excondotieros conspiraban contra él bajo el mando de Vitellozzo Vitelli, duque de Montone, quien consiguió unirlos en la llamada Liga de los Condotieros para expulsarle de su recién adquirido ducado.
César se vio sorprendido por la conjura, y en la primavera de 1502 tuvo que dar a sus tropas la orden de replegarse a la Romaña. Durante la retirada, a la altura de Calmazzo (en las Marcas), los 8.000 hombres de Borgia se encontraron con los 7.000 de la Liga de los Condotieros. El encuentro se mostró inmediatamente en favor de César, que gracias a su posición en lo alto de un cerro puso fácilmente en fuga a la infantería ligera adversaria. Pero, cuando la infantería pesada rebelde estaba retrocediendo, del bosque aparecieron 5.000 civiles armados que tomaron por sorpresa al ejército pontificio, que fue rodeado y obligado a huir, perdiendo muchos efectivos.
Tras la derrota, César Borgia abandonó sus pretensiones al trono de Urbino, pero al año siguiente (1503) ya había asesinado a los líderes de la Liga.